# Melomys frigicola
Melomys frigicola és una espècie de mamífer rosegador de la família dels múrids. És endèmica de les muntanyes occidentals de Nova Guinea, des del llac Habbema fins a la vall de Baliem, a la província de Papua, Indonèsia. Es troba en altituds entre 1.600 i 2.200 msnm, on viu en prades i en hàbitats modificats per humans. La Unió Internacional per la Conservació de la Natura l'ha classificat com a espècie en "risc mínim". Tot i el seu àmbit de distribució limitat, és abundant en certes àrees, pot tolerar l'alteració de l'hàbitat i no té amenaces importants.